# Casta Diva (film, 1935)
Pour les articles homonymes, voir Casta Diva, Casta et Diva.
Pour plus de détails, voir Fiche technique et Distribution.
Casta Diva est un film italien réalisé par Carmine Gallone et sorti en 1935.
Biographie romancée du compositeur Vincenzo Bellini (1801-1835), son titre fait référence à l'air le plus connu du compositeur, Casta Diva, issu de son opéra Norma (1831).
Le film est tourné simultanément en anglais avec une autre distribution, à l'exception de Marta Eggerth, et distribué sous le titre The Divine Spark.

## Synopsis

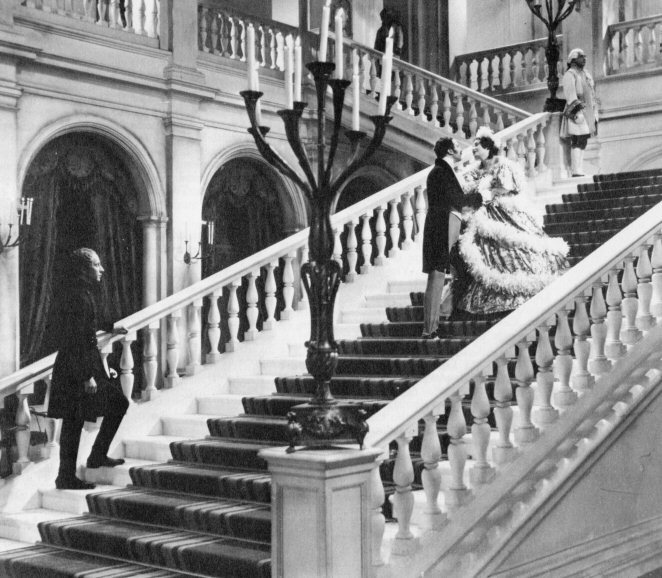
De gauche à droite: Sandro Palmieri (Bellini), Ennio Cerlesi (Tosi) et Bruna Dragoni (Giuditta Pasta).

Le film est centré sur la vie amoureuse du jeune et brillant compositeur Vincenzo Bellini et montre comment une histoire d'amour de jeunesse va constituer l'événement majeur de toute sa vie. 
Naples, 1819. Le jeune Vincenzo rencontre au cours de ses études la belle Maddalena Fumaroli, fille du juge de la ville, et en tombe amoureux. Lors d'un dîner, Bellini, pour répondre aux commentaires désobligeants du juge au sujet de la musique, propose de jouer du piano pour les invités. Maddalena, souffrante, entend sa prestation depuis sa chambre et lui envoie un mot de remerciements. 
Inspiré par le billet de la jeune femme, Bellini compose l'aria Casta Diva (litt. « Chaste déesse »). Prétextant avoir oublié quelque chose chez Foumaroli, il dépose sa partition entre les mains de Maddalena qui sommeille au jardin. Lorsqu'elle se réveille, elle va au piano et chante l'aria. Bellini lui avoue qu'il s'agit de la seule et unique copie de son œuvre et qu'il lui offre. Maddalena l'accepte, mais lui précise qu'elle est fiancée avec Luigi Tosi, le secrétaire du roi. 
Déçu, Bellini pense retourner à l'académie Sainte-Cécile à Rome et devenir un simple professeur de musique, mais Tosi lui commande une cantate en l'honneur de l’anniversaire du roi. Il accepte quand il apprend que c'était Maddalena qui lui a suggéré son nom. Le concert est un triomphe et Bellini demande Maddalena en mariage, mais cette dernière refuse pour ne pas devenir un obstacle à sa carrière de compositeur. 
Plus tard à Milan, Bellini, en rivalité avec Gaetano Donizetti pour s'attirer les grâces de la diva Giuditta Pasta, provoque celui-ci en duel musical. Après s'être impressionnés l'un l'autre, ils deviennent amis. À la suite de l'échec de la première représentation de Norma à la Scala, Maddalena qui ne fait que reporter son mariage, rend visite à Giuditta Pasta et la persuade d'ajouter Casta Diva à l’œuvre sans en informer Bellini. L'opéra devient dès lors un immense succès, Casta Diva étant reconnu comme la plus belle aria jamais composée. Très touché, Bellini décide de rendre visite à Maddalena qui est tombée gravement malade, mais elle meurt sans qu'ils se soient revus. Il meurt lui-même peu après, à l'âge de 33 ans.

## Fiche technique
- Titre original : Casta Diva
- Titre français : Casta Diva ; Un grand amour de Bellini (titre alternatif)
- Titre anglo-saxon : The Divine Spark (litt. « L'étincelle divine »)
- Réalisation : Carmine Gallone
- Scénario : Walter Reisch et Corrado Alvaro
  - Adaptation anglaise : Richard Benson et Emlyn Williams
- Musique : Vincenzo Bellini sous la supervision d'Antonio Veretti
  - Direction musicale : Willy Schmidt-Gentner
- Décors : Werner Schlichting et Enrico Verdozzi
- Costumes : Gerdago
- Photographie : Alberto Fusi, Franz Planer et Massimo Terzano
- Son : C. E. Burgess et Aulo del Colombo
- Montage : Fernando Tropea
- Production : Giuseppe Amato, Arnold Pressburger, Dora Nirva, Nino Ottavi, Pierre Médioni et William A. Szekeley
- Société de production : Alleanza cinematografica italiana (ACI)
- Société de distribution : Ente nazionale industrie cinematografiche (Italie) ; Astra Paris Films (France)
- Pays de production :  Royaume d'Italie
- Langue : italien / anglais
- Format : Noir et blanc - 35 mm - 1,37:1 - son Mono (RCA Sound System)
- Genre : Film biographique et musical
- Durée : 87 minutes (version italienne) ; 95 minutes (version anglaise)
- Dates de sortie : 
  - France : 30 avril 1935 (version anglaise) ; 14 juin 1935 (version italienne)
  - Italie : 10 août 1935 (Festival de Venise)
  - Belgique : 20 septembre 1935
  - Royaume-Uni : 13 janvier 1936

## Distribution

### Version italienne
- Marta Eggerth : Maddalena Fumaroli
- Sandro Palmieri : Vincenzo Bellini
- Bruna Dragoni : Giuditta Pasta
- Lamberto Picasso : le juge Fumaroli
- Gualtiero Tumiati : Niccolò Paganini
- Achille Majeroni : Gioachino Rossini
- Giulio Donadio : Felice Romani
- Maurizio D'Ancora : Saverio Mercadante
- Ennio Cerlesi : Ernesto Tosi
- Alfredo Robert : Ferdinand Ier
- Cesare Bettarini : Francesco Fiorino

### Version anglaise
- Marta Eggerth : Maddalena Fumaroli
- Phillips Holmes : Vincenzo Bellini
- Benita Hume : Giuditta Pasta
- Donald Calthrop : le juge Fumaroli
- Hugh Miller : Niccolò Paganini
- Edmund Breon : Gioachino Rossini
- Peter Gawthorne : Felice Romani
- Edward Chapman : Saverio Mercadante
- Arthur Margetson : Ernesto Tosi
- John Deverell : Ferdinand Ier
- John Clements : Francesco Fiorino

## Production
Les deux versions du film ont été tournées dans les studios Pisorno à Tirrenia, près de Pise (Toscane).

## Distinctions
- Mostra de Venise 1935 : coupe Mussolini du meilleur film italien

## Autour du film
Le cinéaste a réalisé un remake de son film en 1954 sous le même titre (À toi... toujours en version française) avec le jeune Maurice Ronet dans le rôle de Bellini.